# 哈滕施泰因 (萨克森州)
哈滕施泰因（德語：Hartenstein，發音：[ˈhaʁtn̩ʃtaɪn] ⓘ）是德国萨克森州茨维考县的城市，面积36.7平方千米，2023年12月31日人口为4,458人。